# Schiavitù (film)
Schiavitù è un film del 1953 diretto da Yves Ciampi.

## Trama
Michel Landa è un giovane pianista di talento. Nonostante l'ottimo curriculum di studi, non riesce ad avere successo e per vivere è costretto a suonare la sera in un locale per pochi soldi. Le continue frustrazioni ne hanno minato l'autostima e così Michel si ritrova in uno stato di depressione. Ricoverato in ospedale in seguito alle gravi ferite riportate in un incidente stradale,  per attenuarne le sofferenze gli vengono praticate delle iniezioni di morfina. Questo farmaco, oltre a permettergli di superare il dolore fisico, sembra rendergli anche più facile il lavoro e gli diviene a poco a poco indispensabile.
Aiutato dalla moglie e convintosi dei pericoli a cui si espone continuando a drogarsi, il giovane entra in una casa di cura dove riesce a liberarsi dalla dipendenza dalla morfina e torna a casa deciso a dedicarsi alla composizione. Finalmente ottiene di poter presentare i suoi lavori esibendosi in un concerto, ma la tensione durante le prove lo induce a riprovare lo stupefacente. Nel bel mezzo della serata della sua consacrazione al pubblico, iniziata con grande successo, Michel sente ancora l'irrefrenabile bisogno di una fiala, abbandona il podio di direttore d'orchestra e corre ancora una volta a cercare la sua droga.